# Наварро Олсбёри, Хуана
Хуа́на Нава́рро О́лсбёри (англ. Juana Navarro Alsbury, 1812 — 23 июля 1888) была одной из немногих выживших в битве за Аламо техасцев, произошедшей в феврале-марте 1836 года, в период Техасской революции. Когда силы мексиканцев вошли в её родной город Сан-Антонио-де-Бехар, 23 февраля 1836 года, муж двоюродной сестры, Джеймс Боуи, привёл её в миссию Аламо, где он смог бы её защитить. Боуи, один из двух командующих техасскими войсками, был сражён болезнью на второй день осады. Олсбёри ухаживала за ним на протяжении всего оставшегося срока блокады. 4 марта, второй техасский командир, Уильям Тревис, послал её к мексиканскому главнокомандующему Антонио Лопесу де Санта-Анне, с тем, чтобы просить о почётной капитуляции крепости. Она успеха не добилась, напротив, её визит подтолкнул Санта-Анну закончить осаду впечатляющим способом. Ранним утром 6 марта он начал штурм Аламо.
Большинство оборонявшихся техасцев погибли во время этой битвы. Двое из них были убиты на глазах Олсбёри. Один пытался защитить Олсбёри, её сестру Гертруду, и её маленького сына Алихо Переса мл., от мексиканских солдат и был убит. Другой пытался укрыться в её комнате, но был обнаружен. Женщину спас мексиканский офицер. Затем, перед тем как отпустить, её допросил Санта-Анна.
Олсбёри была из видной семьи Сан-Антонио-де-Бехара и была воспитана своим дядей Хуаном Мартином де Вараменди, некоторое время занимавшего пост губернатора Техаса. Она трижды была замужем. Первый муж умер от холеры, второй, доктор Гораций Олсбёри, попал в плен во время американо-мексиканской войны. После его смерти она вышла замуж за двоюродного брата своего первого мужа.

## Молодость
Хуана Гертрудис Наварро родилась в Сан-Антонио-де-Бехар (сейчас это Сан-Антонио, Техас), в семье Хосе Анхела Наварро и Консепсьон Сервантес. Её точная дата рождения не была зафиксирована, но крещена она была 28 декабря 1812 года. Семья Наварро была широко известна в Бехаре, отец Хуаны и его брат Хосе Антонио Наварро, занимали значительные должности в местном правительстве. Её тётя по отцу, Жозефа Наварро, была замужем за Хуаном Мартином де Вараменди, некоторое время занимавшего пост губернатора Испанского Техаса.
После смерти матери, Хуана и её младшая сестра Гертруда, были усыновлены семьёй Вараменди, и выросли вместе с их дочкой Урсулой. В 1832 году Хуана вышла замуж за Алехо Переса Рамижио. В тот же год её приёмные родители и сестра Урсула умирают от эпидемии холеры в Монклове, Мексика. Муж Хуаны также гибнет от этой болезни в 1834 году. У неё остаётся сын, Алихо Перес младший, и вскоре она ждёт дочь, которая суждено умереть в младенчестве.

## Техасская революция
В первой половине 1830-х годов, политическая ситуация в Мексике испытала значительный сдвиг. Федералисты желали предоставить мексиканским штатам существенные полномочия, в то время как центристы стремились консолидировать власть на национальном уровне. В 1835 году, население нескольких мексиканских штатов, раздражённые возрастающей диктаторской линией поведения президента Мексики Антонио Лопеса де Санта-Анны, взялись за оружие против мексиканского правительства. Техасцы подняли вооружённое восстание, известное как Техасская революция, в октябре 1835 года. В течение двух следующих месяцев, они успешно очистили свою территорию от правительственных войск. Их действия разъярили Санта-Анну, который сразу же принялся готовиться к вторжению в Техас. Он собрал и лично возглавил 6-ти тысячную «Армию действий в Техасе» и после разгрома милиции восставшего штата Закатекас отправился во главе её на север в Техас. 
Отец Хуаны присоединился к Санта-Анне и его новой Армии действий в Техасе, в качестве офицера. Остальные члены семьи Наварро поддержали техасскую сторону. 
 В январе 1836 года, Хуана снова выходит замуж, за доктора Горация Олсбёри. Вскоре поползли слухи, что Санта-Анна и его армия направляется именно в Бехар, где в миссии Аламо был расквартирован один из двух техасских гарнизонов. Многие местные жители покинули город. 23 февраля Гораций Олсбёри отправился в восточный Техас, чтобы найти безопасное место для жены, её маленького сына, и сестры Гертруды. Олсбёри оставил свою семью на Джеймса Боуи, вдовца сводной сестры Хуаны — Урсулы. Тем же вечером в город вступили передовые части армии Санта-Анны. Боуи укрылся в Аламо, вместе с Хуаной, Алихо и Гертрудой. К концу дня более 1 500 мексиканских солдат вошли в Бехар и приступили к осаде форта.
В определённый момент на второй день осады Боуи свалила болезнь. Он был прикован к постели и Хуана ухаживала за больным. На протяжении осады мексиканская армия подвергала крепость продолжительному обстрелу, в то время как техасцы были вынуждены экономить свои снаряды и отвечали лишь изредка. 3 марта, в Бехар прибыло ещё 1 000 мексиканских солдат. Защитников форта было намного меньше, хотя от 32 до 80 человек смогло прорваться через мексиканские заслоны и проникнуть в Аламо, доведя число техасцев приблизительно до 250.
Вечером 4 марта, командующий гарнизоном Аламо Уильям Баррет Тревис отправил Хуану к Санта-Анне, чтобы попытаться договориться с ним о почётной капитуляции. Ещё один уцелевший свидетель, Сюзанна Дикинсон, неверно истолковала миссию Хуаны и, спустя годы, обвиняла её в предательстве техасцев, посчитав, что она сообщила сведения об обороне своему отцу, служившему в штабе Санта-Анны. Историки не склонны считать, что Хуана шпионила на мексиканскую армию, зато склонны думать, что этот визит и подогрел нетерпение Санта-Анны. Как заметил историк Тимоти Тодиш: «Бескровная победа могла принести лишь небольшую славу». На следующее утро Санта-Анна объявил своим помощникам, что штурм состоится ранним утром 6 марта.
Мексиканская армия начала свой штурм незадолго до 6 часов утра, 6 марта 1836 года. Во время сражения Хуана, её сын и сестра прятались в одной из комнат вдоль западной стены. Гертруда Наварро открыла дверь после сообщения, что им не причинят вреда. Когда же мексиканские солдаты стали им угрожать, один техасский защитник ворвался в комнату на их защиту. Его быстро убили, так же как и молодого техано, пытавшегося спрятаться в комнате. Вскоре прибыл мексиканский офицер и вывел женщин к освещённому месту одной из стен, где они были бы в относительной безопасности.
Когда битва была завершена, практически все техасцы были перебиты. Большинство уцелевших гражданских лиц пощадили. Санта-Анна лично допросил каждого. Впечатлённый Сюзанной Дикинсон Санта-Анна предложил усыновить её осиротевшую дочь и дать ей образование в Мехико. Хуане, у которой был сын такого же возраста, подобных предложений не поступало. Каждая женщина получила одеяло и два серебряных песо. Хуане и её семье было позволено вернуться в свои дома в Бехаре.

## Последующие годы
Техасская революция окончилась в апреле 1836 года, когда техасская армия захватила в плен Санта-Анну в битве при Сан-Хасинто. Мексиканское правительство отказалось признать легитимность Веласкских соглашений и Республики Техас. В сентябре 1842 года, мексиканский генерал Адриан Волль вторгся в Техас и захватил Бехар. Он арестовал несколько десятков техасцев, включая Горация Олсбёри, и отправил их в Мексику. Хуана последовала за ним, в город Кандела, штат Коауила. Здесь она ждала его почти два года, до тех пор, пока Гораций Олсбёри не был отпущен на свободу в 1844 году. Чета вернулась в Бехар.
Олсбёри умер, предположительно, в 1847 году. Спустя некоторое время Хуана вновь выходит замуж, за Хуана Переса, двоюродного брата её первого мужа.
После вступления в США, штат Техас стал предлагать пенсии людям, принимавшим участие в Техасской революции. И в 1857 году Хуана подала соответствующее прошение в легислатуру. За её вклад в дело революции, такой, как медицинский уход за Боуи, ей был назначен небольшой пенсион.
23 июля 1888 года Хуана скончалась в доме своего сына на их ранчо де-ла-Лагуна, возле ручья Саладо, на востоке округа Бэр (Бехар), штат Техас. Она была погребена или там, или на католическом кладбище в Сан-Антонио.

## Комментарии
1. ↑  Согласно сведениям, приведённым в книге Тодиша «Alamo Sourcebook, 1836: A Comprehensive Guide to the Battle of the Alamo and the Texas Revolution» (на странице 54), этим техасским защитником был или Эдвин Митчелл или Наполеан Митчелл, Ослбёри знала только его фамилию.